# 高輪郵便局
高輪郵便局（たかなわゆうびんきょく）は、東京都港区にある郵便局。民営化前の分類では集配普通郵便局であった。

## 概要
住所：〒108-8799 東京都港区三田3-8-6

## 沿革
- 1903年（明治36年）
  - 2月16日 - 東京市芝区芝二本榎西町[注釈 1]に東京郵便電信局[注釈 2]白金郵便支局を開局[1]。
  - 4月1日 - 通信官署官制施行に伴い東京白金郵便局（二等郵便局）となる[2]。
- 1906年（明治39年）1月1日 - 白金郵便局に改称[3]。
- 1953年（昭和28年）2月1日 - 港区芝二本榎西町から同芝田町七丁目[注釈 3][注釈 4]に移転、高輪郵便局に改称[4]。
- 1998年（平成10年）9月1日 - 外国通貨の両替および旅行小切手の売買に関する業務取扱を開始[5]。
- 2003年（平成15年）8月31日 - 三田台郵便局[注釈 5]の廃止に伴い、取扱業務を承継[6]。
- 2007年（平成19年）10月1日 - 民営化に伴い、併設された郵便事業高輪支店に一部業務を移管。
- 2012年（平成24年）10月1日 - 日本郵便株式会社の発足に伴い、郵便事業高輪支店を高輪郵便局に統合。

## 取扱内容
- 郵便、印紙、ゆうパック、内容証明
- 貯金、為替、振替、振込、国際送金、外貨両替、国債、投資信託
- 生命保険、バイク自賠責保険、がん保険、変額年金保険
- ゆうちょ銀行ATM
- 港区のうち郵便番号の上5桁が「108-00」の地域[注釈 6]の集配業務
- ゆうゆう窓口

## 周辺
- 泉岳寺
- 三田警察署
- 慶應義塾大学三田キャンパス・女子高等学校・中等部
- 東海大学付属高輪台高等学校・中等部
- 東京工業大学附属科学技術高等学校
- 国道1号（桜田通り）

## アクセス
- 京急本線・都営浅草線 泉岳寺駅から徒歩約5分
- 首都高羽田線 芝浦出入口から北西へ約2km
- 国道15号（第一京浜）沿い
- 駐車場あり：3台